# Letiště Guš Katif
Letiště Guš Katif (IATA: GHK, ICAO: LLAZ) bylo malé letiště v pásmu Gazy přibližně dva a půl kilometru severně od města Chán Júnis, sousedící s UNRWA uprchlickým táborem Chán Júnis. Navazovalo západně na bývalou izraelskou osadu Ganej Tal, a pojmenováno bylo po bývalé izraelské osadní oblasti Guš Katif. Po zničení Letiště Jásira Arafata bylo krátce jedinou použitelnou přistávací dráhou v pásmu Gazy, ale v roce 2004 bylo opuštěno, a v roce 2015 bylo zastavěno.

## Historie
Letiště by nemělo být zaměňováno se základnou RAF Gaza, která se nacházela v blízkosti dnešního hraničního přechodu Karni.
Po Palestinském exodu v roce 1948, 35.000 uprchlíků nalezlo útočiště v táboře jižně od dnešního letiště. Na místě vznikl UNRWA tábor Chán Júnis.
Jako součást jednostranného stažení Izraele z Gazy byli izraelští osadníci vystěhováni z oblasti Guš Katif v roce 2004 a 2005.
V roce 2004 bylo letiště v dobrém stavu. Dráha byla volná a značení ranveje bylo udržované. Po předání Palestinské samosprávě nebyla oblast Guš Katif a letiště již dále udržována. Letiště zakryl písek a snížil šířku asfaltové dráhy z původních 75 stop na přibližně 30 stop, obratová smyčka na severozápadním konci byla úplně zakryta pískem.

## Současnost
UNRWA uprchlický tábor Chán Júnis sousedí jižně s bývalým letištěm, a UNRWA Rekvalifikační centrum Chán Júnis, postavené v roce 2007, je těsně u bývalé dráhy. V táboře je více než 68.000 uprchlíků.
V roce 2010 byla hlavní 800 metrů dlouhá dráha stále ještě dostatečně uklizená a použitelná, vzhledem k jejímu využití jako příjezdové silnice do tábora UNRWA Chán Júnis.
Od roku 2014 je patrné z leteckých snímků, že rozšíření UNRWA Chán Júnis, včetně čistírny odpadních vod postavené na prahu bývalé dráhy, udělalo letiště zcela nepoužitelné.